# Ustroń (sielsowiet Druja)
Ustroń (biał. Устронь; ros. Устронь) – chutor na Białorusi, w obwodzie witebskim, w rejonie brasławskim, w sielsowiecie Druja.

## Historia
W czasach zaborów w granicach Imperium Rosyjskiego.
W latach 1921–1945 majątek leżał w Polsce, w województwie nowogródzkim (od 1926 w województwie wileńskim), w powiecie brasławskim, w gminie Słobódka.
Według Powszechnego Spisu Ludności z 1921 roku zamieszkiwało tu 17 osób, wszystkie były wyznania rzymskokatolickiego i zadeklarowały polską przynależność narodową. Były tu 2 budynki mieszkalne. W 1931 w 1 domu zamieszkiwało 10 osób.
Miejscowość należała do parafii rzymskokatolickiej w Słobódce. Podlegała pod Sąd Grodzki w Brasławiu i Okręgowy w Wilnie; właściwy urząd pocztowy mieścił się w Słobódce.